# Albertslund Idrætsforening
L'Albertslund Idrætsforening (AIF) è una società calcistica danese con sede ad Albertslund.

## Storia
La società è stata fondata il 28 agosto 1920 e, con il nome di "Vridsløselille Idrætsforening" (VIF), ha disputato la sua prima stagione nel calcio danese a partire dal 1921 contro i rivali del Risby e del Herstedvester. La crescita demografica di Albertslund ha portato al cambio del nome nel 1966. I migliori anni della formazione sono stati a fine anni 1980 con tre stagioni consecutive in terza serie anche se il maggior successo per la piccola formazione danese è la vittoria di due edizioni consecutive del campionato danese di calcio a 5 (2008 e 2009). La conquista del primo titolo ha permesso alla società di debuttare nella Coppa UEFA 2008-09 dove è uscita nel turno preliminare. A partire dalla stagione 2009-10 la società si è fusa parzialmente con quella del Glostrup Fodbold Klub per dare vita al Boldklubberne Glostrup Albertslund. Il sodalizio è durato fino alla stagione 2014-15 dopo la quale le due società originarie sono tornate a dividersi.

## Palmarès
- Campionato danese di calcio a 5: 2
2008, 2009